# Salangen
Gmina Salangen (norw. Salangen kommune) – norweska gmina leżąca w regionie Troms. Jej siedzibą jest miasto Sjøvegan.
Salangen jest 222. norweską gminą pod względem powierzchni.

## Demografia
Według danych z roku 2005 gminę zamieszkuje 2244 osób. Gęstość zaludnienia wynosi 4,91 os./km². Pod względem zaludnienia Salangen zajmuje 320. miejsce wśród norweskich gmin.
| ludność stan na 1 stycznia 2005 |         |           |       |
|                                 | kobiety | mężczyźni | razem |
| osób                            | 1173    | 1071      | 2244  |
| %                               | 52,27%  | 47,73%    | 100%  |

| wykształcenie stan na 1 października 2004 |        |         |        |        |
|                                           | podst. | średnie | wyższe | niezn. |
| osób                                      | 372    | 1042    | 325    | 55     |
| %                                         | 20,74% | 58,08%  | 18,12% | 3,07%  |

## Edukacja
Według danych z 1 października 2004:
- liczba szkół podstawowych (norw. grunnskolar): 2
- liczba uczniów szkół podst.: 328

## Władze gminy
Według danych na rok 2011 administratorem gminy (norw. rådmann) jest Elisabeth Nutti, natomiast burmistrzem (norw. ordfører, d. borgermester) jest Ivar Buhring Prestbakmo.